# Ernst Biberstein
Ernst Emil Heinrich Biberstein, nome di battesimo Ernst Schzymanowski o Szymanowski (Hilchenbach, 15 febbraio 1899 – Neumünster, 8 dicembre 1986), è stato un militare, agente segreto e pastore protestante tedesco, Obersturmbannführer delle SS, membro dell'SD e comandante dell'Einsatzkommando 6.

## Biografia

### Primi anni
Ernst Biberstein nacque a Hilchenbach, nella provincia di Vestfalia. Frequentò le scuole a Mülheim. Fu un soldato semplice nella prima guerra mondiale dal marzo 1917 al 1919. Dopo il congedo, studiò teologia dal marzo 1919 al 1921 e divenne pastore protestante il 28 dicembre 1924. Nel 1935 entrò nel Reichskirchenministerium e fu successivamente trasferito al Reichssicherheitshauptamt.

### Nazismo
Biberstein si unì al Partito Nazista nel 1926 e alle SS il 13 settembre 1936 (nº 272692). Da marzo a ottobre 1940 fu di nuovo soldato. Nel 1941 cambiò il suo nome da Szymanowski a Biberstein. Dopo l'assassinio di Reinhard Heydrich gli fu assegnato il comando dell'Einsatzkommando 6 nel giugno 1942.

## Nel dopoguerra
Biberstein fu un imputato al Processo agli Einsatzgruppen durante i processi di Norimberga. Il suo processo iniziò nel settembre 1947 e terminò il 9 aprile 1948: si dichiarò non colpevole delle accuse insieme a tutti gli altri imputati.
L'unità Einsatzkommando 6 fu accusata di avere giustiziato da due a tremila persone. Durante il processo si scoprì che, a Rostov, Biberstein supervisionò personalmente l'esecuzione di circa 50-60 persone. Le vittime furono spogliate degli oggetti di valore, alcune anche dei vestiti, gasate e sepolte in una fossa comune. Fu anche presente alle esecuzioni in cui le vittime vennero fatte inginocchiare sul bordo della fossa e uccise con il mitra.
Biberstein fu giudicato colpevole e condannato a morte per impiccagione. La sua condanna fu rivista dal "Peck Panel" e successivamente commutata in ergastolo nel 1951. Nell'aprile 1958 gli fu concessa la libertà condizionale. Il Ministero degli esteri federale presentò delle domande di libertà vigilata per conto di tutti e quattro i detenuti che stavano ancora scontando la pena nella prigione di Landsberg. A Biberstein fu negata la libertà condizionale, ma il Consiglio raccomandò che la sua condanna all'ergastolo e quella degli altri tre fossero commutate con uno sconto della pena: la richiesta fu accettata il 6 maggio 1958 e Biberstein fu rilasciato tre giorni dopo. Tornò temporaneamente a far parte del clero e morì nel 1986 a Neumünster.

## Nella cultura di massa
Biberstein è stato interpretato nella miniserie televisiva Olocausto della NBC del 1978 da Edward Hardwicke.